# Lac Croche (Saint-Donat)
Pour les articles homonymes, voir Croche.
Le Lac Croche est un plan d'eau douce de la municipalité de Saint-Donat, dans la municipalité régionale de comté (MRC) de Matawinie, dans la région administrative de Lanaudière, au Québec, au Canada.
Le Lac-Croche (différencié par le trait d'union) est un centre de villégiature qui regroupe un ensemble de résidences d'été installées en bordure du lac Croche. Le « Lac-Croche » peut également désigner un territoire non organisé situé dans la municipalité régionale de comté de La Jacques-Cartier.

## Géographie
Ce lac de près de 5 km de longueur, ayant un périmètre de 17,62 km, est situé au nord du lac Ouareau, dans la municipalité de Saint-Donat.

## Hydrologie
Alimenté de trois sources différentes, ses eaux se jettent dans la rivière Ouareau. La Crique du Caribou est l'un des affluents donnant sur le bassin 6, et la source de ce ruisseau provient du Lac du Caribou situé dans le Parc national du Mont-Tremblant.

## Origine et signification
Son nom fait référence à la forme du lac, qui est constitué de huit bassins reliés les uns aux autres et qui forment un ensemble asymétrique. Le terme « croche » décrit notamment un objet de forme recourbée, sinueuse, contraire à une franche ligne droite.

## Histoire
Son nom est en usage depuis au moins les années 1960. Officialisé le 5 décembre 1968, le Lac Croche était autrefois appelé "Lac Lussier".

## Faune et flore

### Faune
- Castor
- Huard

### Espèces sportives
- Achigan à petite bouche
- Grand brochet
- Omble de fontaine
- Perchaude
- Touladi
- Truite arc-en-ciel
- Truite brune